# Arts visuels

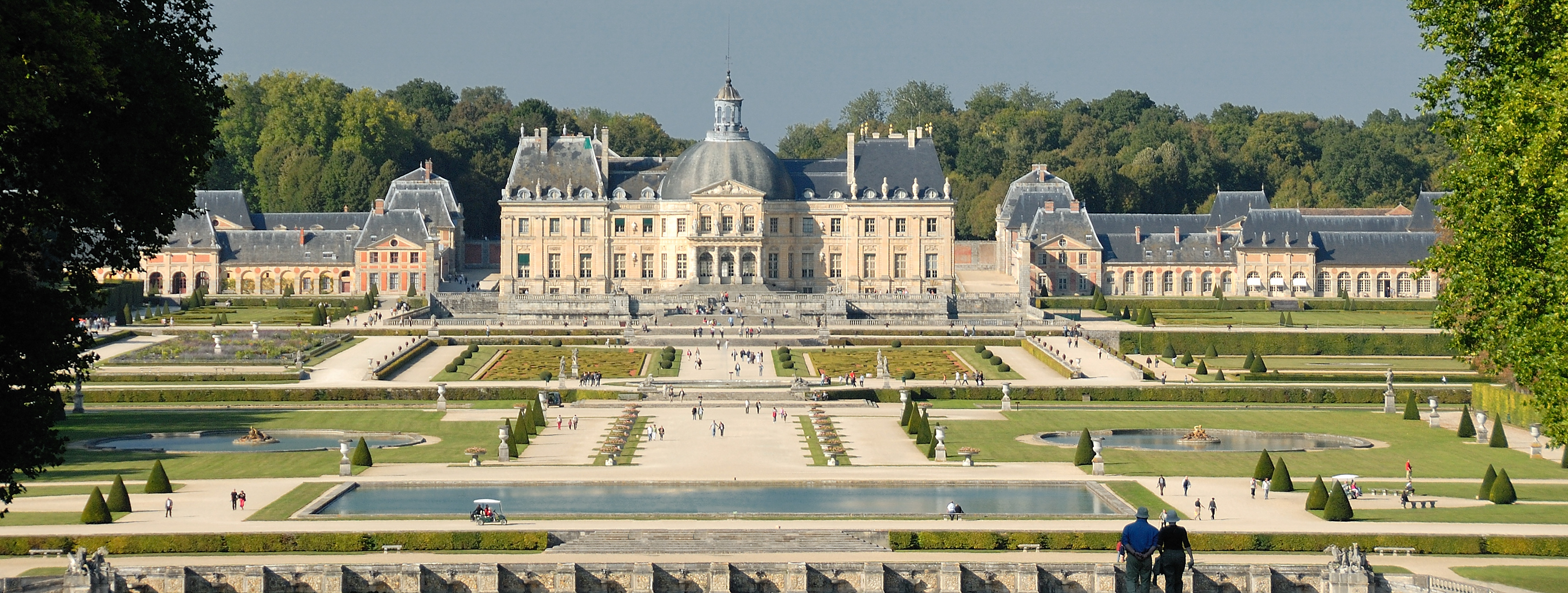
Pouvant être associés à l'architecture, l'art des jardins est un art visuel. Ici les jardins du château de Vaux-le-Vicomte, chef-d’œuvre d'André Le Nôtre, constitués d'une perspective de plus d'un kilomètre de long pleine d'effets d'optique et de surprises.

Art visuel est, par définition, l'expression qui s'applique aux arts qui peuvent être perçus par la vue. Cependant on utilise plus souvent cette expression pour les arts qui produisent un objet matériel, en opposition aux arts du mouvement également visibles mais qui impliquent la présence physique (danse, théâtre, cirque, etc.).
Les arts visuels ou arts du visuel englobent les arts plastiques traditionnels (les anciens beaux-arts dégagés de la notion restrictive d'esthétique, comme du « beau »), auxquels s'ajoutent les techniques nouvelles : la photographie, le cinéma, l'art vidéo et l'art numérique, mais aussi les arts appliqués, les arts décoratifs (art textile, design, marqueterie…) et l'architecture.

## Origine et utilité du concept
Le concept d'arts visuels vient de l'allemand : « Bildende Kunst » attribuable au philosophe Emmanuel Kant qui, dans Critique de la faculté de juger, a considéré la réception des œuvres d'art par les sens (ici, celui de la vue).
Le mouvement moderne, mais surtout l'art contemporain, l'introduction de collections d'arts non occidentaux ont nécessité d'élargir le champ de l'art aux nouvelles formes qui ne cessaient d'apparaître à partir des années 1960. La critique de l'usage des termes hérités de la culture occidentale et appliqués indistinctement à l'ensemble de la planète, tous temps confondus, a beaucoup participé à répandre l'usage du concept d'« arts visuels ».

## Liste de formes d'art comptées au nombre des arts visuels

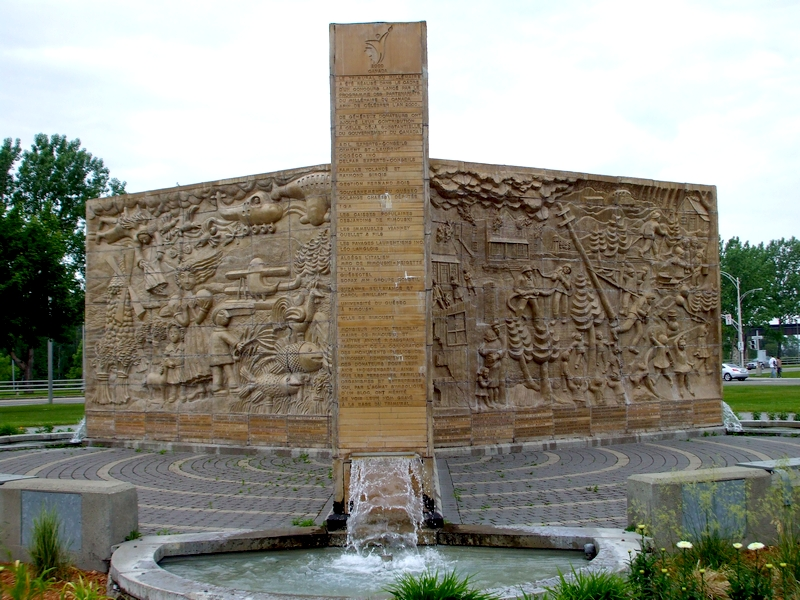
Le Trimural du millénaire, énorme sculpture fontaine formée de trois murales en forme de Y, et sculptée sur six cotés, réalisé par Roger Langevin. Érigé en l'an 2000 à l'est du parc Beauséjour de Rimouski, Québec, Canada.
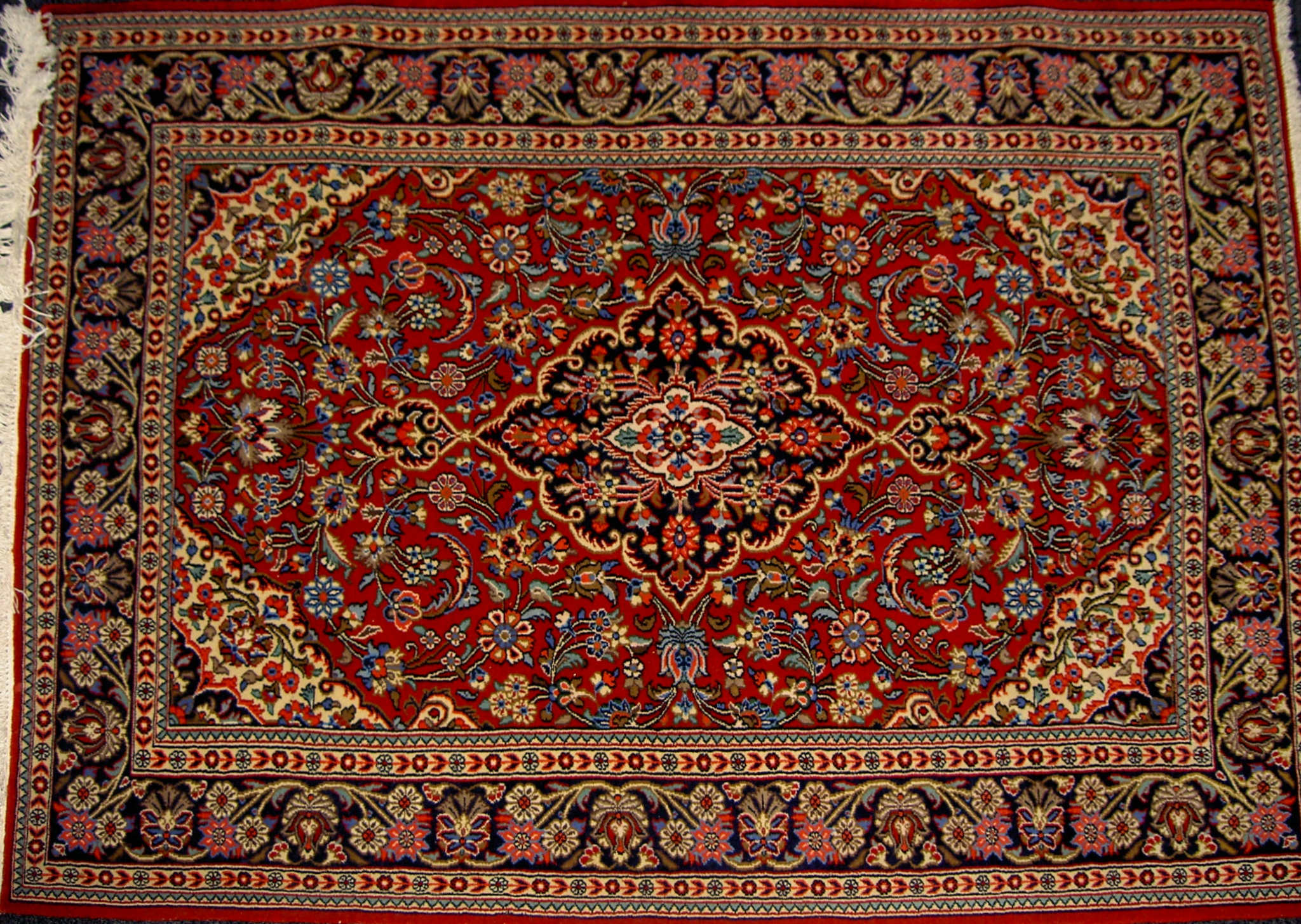
Art textile : tapis iranien provenant de Qom, en « Lachak Toranj »[1] (après 1930).
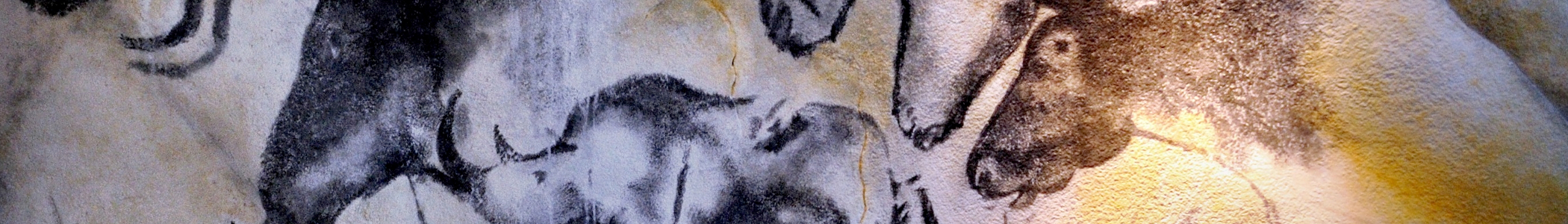
Fragment de la grotte Chauvet (vers 37 000 à 33 500 ans BP).

- Art conceptuel
- Arts textiles
- Arts vidéos
- Aspectisme
- Assemblage (art)
- Bande dessinée
- Calligraphie
- Cinéma
- Cinéma d'animation
- Cinéma expérimental
- Collage (art)
- Design
- Dessin
- Graffiti (ou tag)
- Graphisme
- Gravure
- Installation (art)
- Jardin
- Jeu vidéo
- Live painting
- Marqueterie
- Mobile art
- Mosaïque
- Motion design
- Peinture d'art
- Performance (art)
- Photographie
- Sculpture
- Sérigraphie
- Sgraffite
- Stylisme
- Tatouage
- Vitrail
- Web design